# ناوبد
ناوبد (پارسی میانه: Nāvbed) یکی از مقام‌های ارتش شاهنشاهی ساسانی و فرمانده نیروی دریایی شاهنشاهی ساسانی بود.

## واژه‌شناسی
«ناوبد» (< پارسی میانه: nāv-bed < پارسی باستان: nāva-pati-) به معنای «فرمانده کشتی؛ کشتی‌بان» از دو واژه ساخته شده‌است:
ناو < پارسی میانه: nāv- < پارسی باستان: nāvam- «کشتی» + بد < پارسی میانه: bed < پارسی باستان: *pati- «سرور».